# Sphoeroides marmoratus
El pez globo ajedrez (Sphoeroides marmoratus) es una especie de peces de la familia Tetraodontidae en el orden de los Tetraodontiformes.

## Morfología
Los machos pueden llegar alcanzar los 20 cm de longitud total.

## Depredadores
En las islas Azores es depredado por Serranus atricauda .

## Hábitat
Es un pez de mar de clima subtropical y demersal. que vive hasta los 100 m de profundidad.

## Distribución geográfica
Se encuentra en el Atlántico oriental: desde Portugal hasta Angola.

## Galería de imágenes

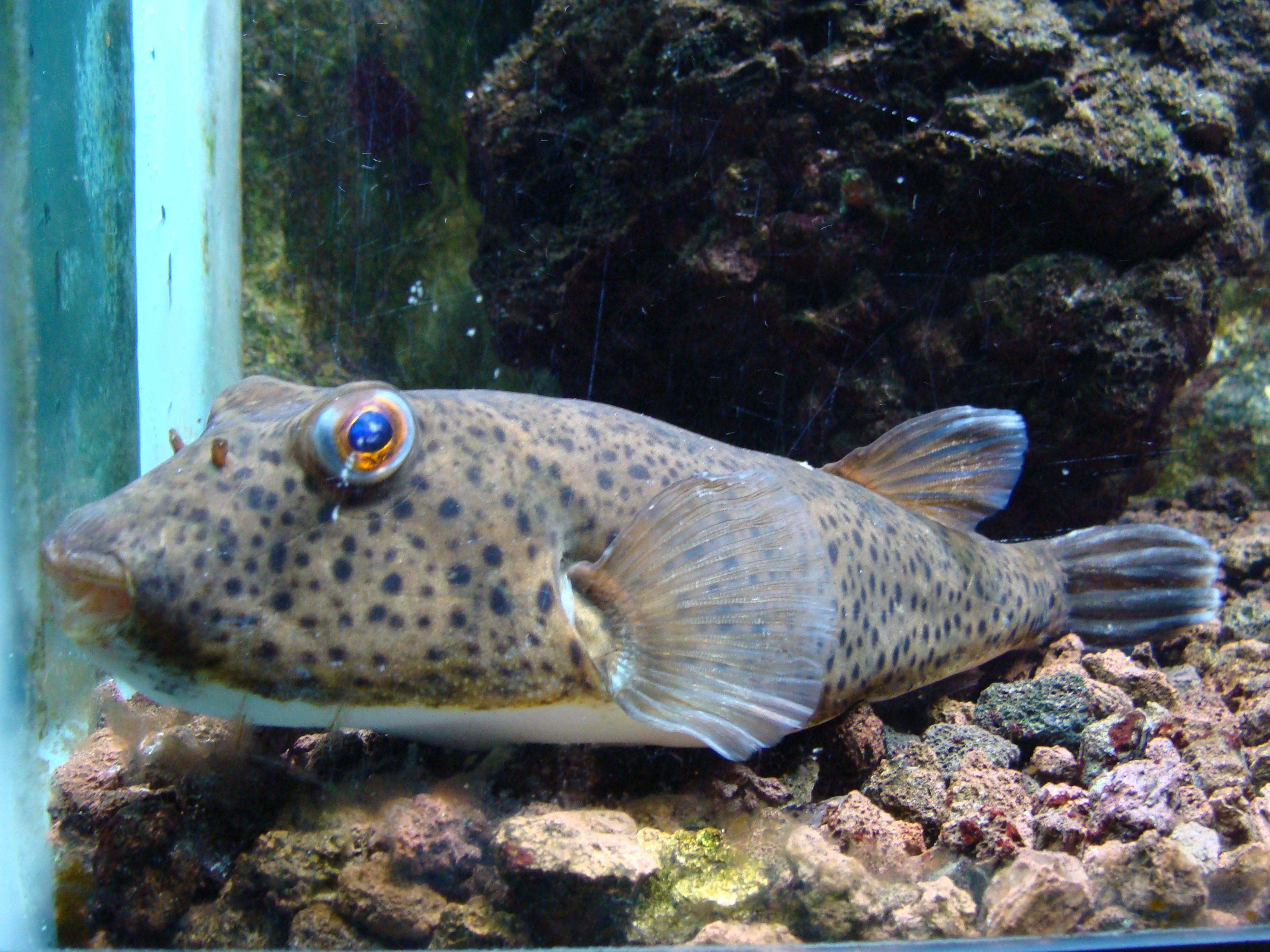
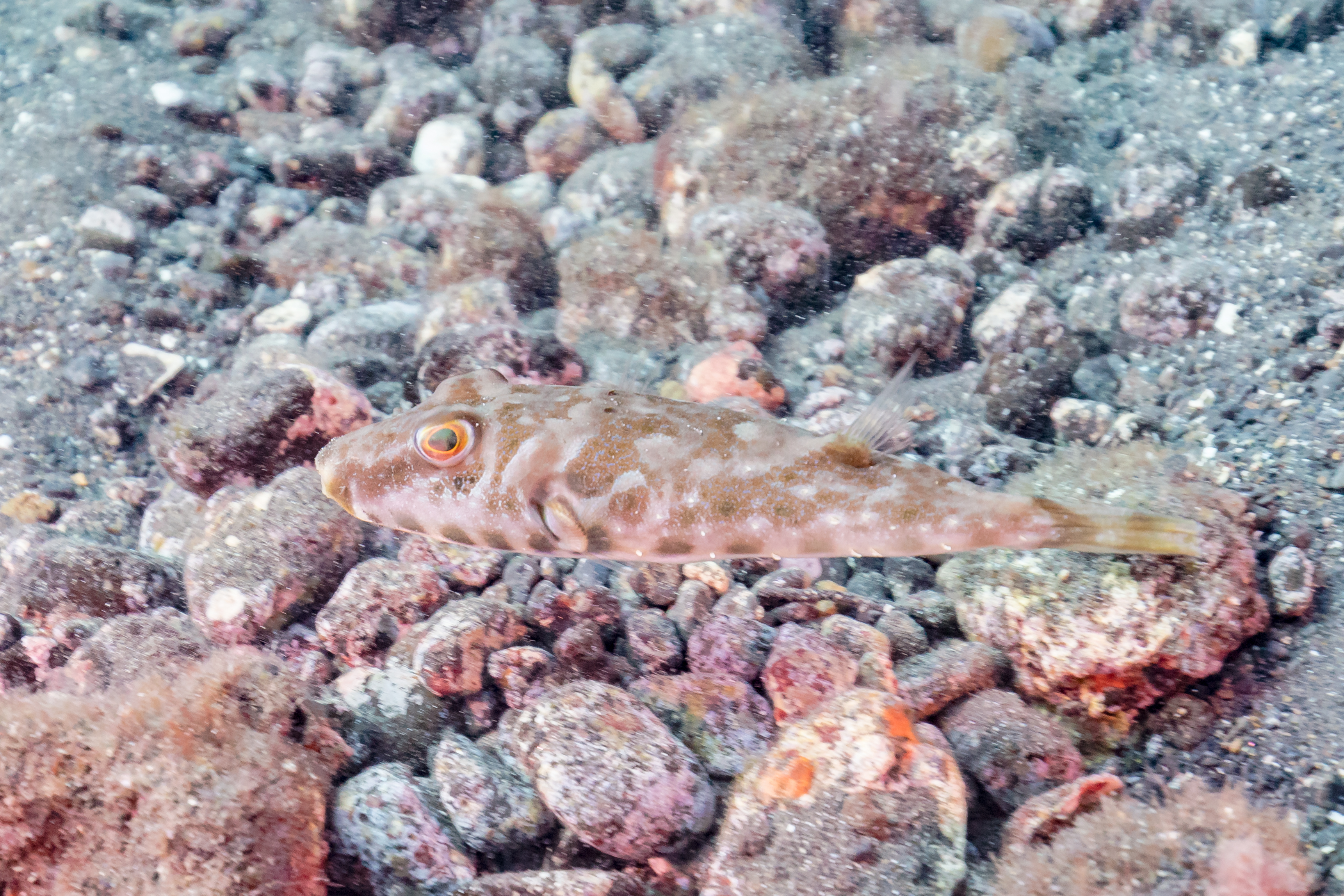
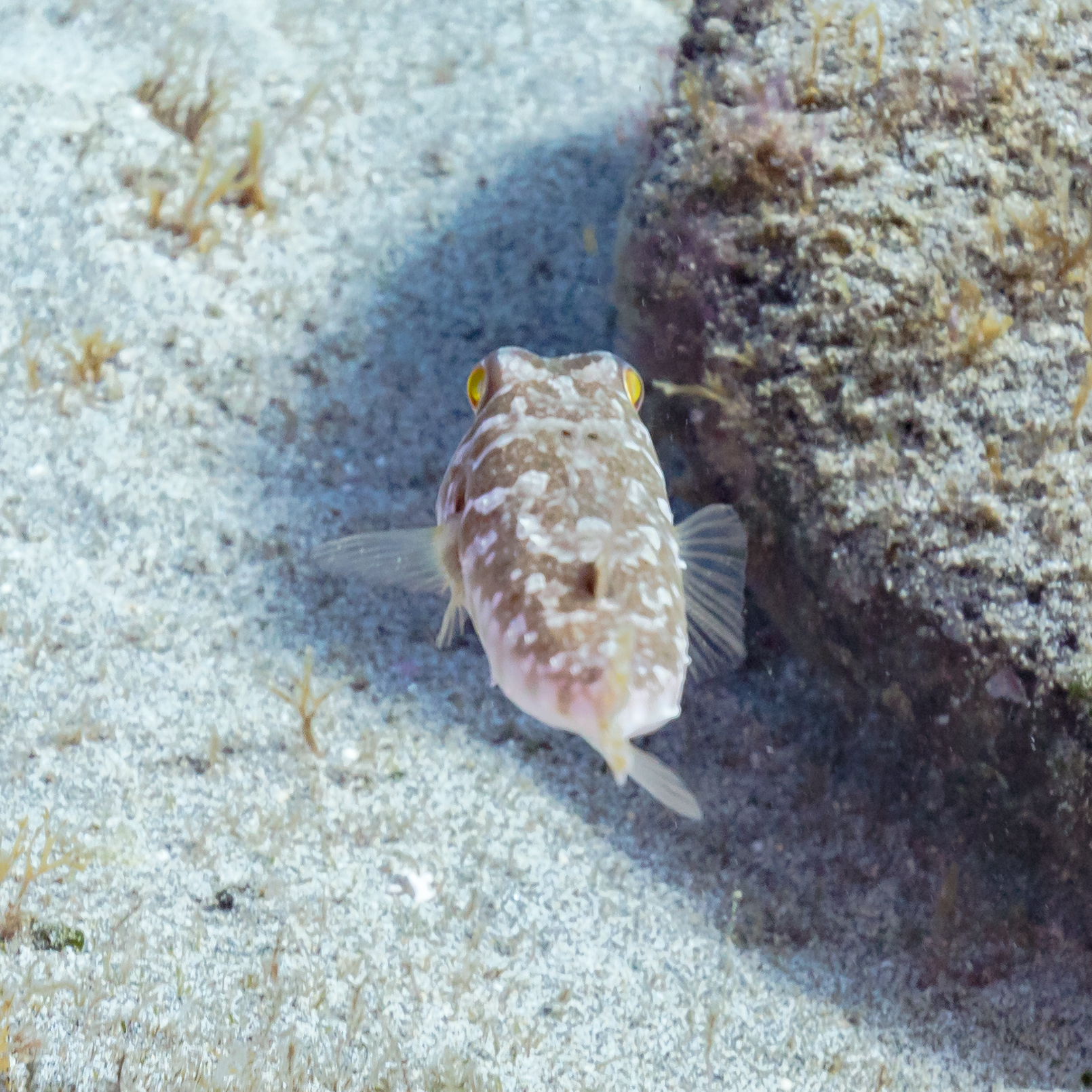

## Observaciones
Es inofensivo para los humanos.